# سالفادور غارسيا
سالفادور غارسيا (بالإسبانية: Salva García) ، من مواليد 4 مارس 1961 ، لاعب كرة قدم إسباني سابق.
لعب مع منتخب إسبانيا لكرة القدم.

## روابط خارجية
- سالفادور غارسيا على موقع قاعدة بيانات كرة القدم.إي يو (الإنجليزية)
- سالفادور غارسيا على موقع ناشيونال فوتبول تيمز (الإنجليزية)